# Pisachoides divisa
Pisachoides divisa är en insektsart som beskrevs av Victor Antoine Signoret 1853. Pisachoides divisa ingår i släktet Pisachoides och familjen dvärgstritar. Inga underarter finns listade i Catalogue of Life.